# Il profeta (libro)
Il profeta (The Prophet) è una raccolta di poesie di Khalil Gibran pubblicata nel 1923 a New York dall'editore Knopf. Si tratta di una raccolta di poesie in prosa legate da un filo comune narrativo, nel quale si inseriscono tematiche differenti. È strutturata a domande e risposte: per ogni argomento, un personaggio fa una domanda al Profeta, il quale risponde per metafore e analogie con un testo di tipo poetico.
È un testo che ha molto di religioso, pur non inserendosi esattamente in nessuna religione, dato che parla di temi quali lo spirito, la mente, la natura.
Nel 2011 il regista britannico Gary Tarn ha adattato il libro nel film The Prophet.